# Un voto all'italiana
Un voto all'italiana è un cortometraggio del 2017 diretto da Paolo Sassanelli.

## Trama
In un piccolo paese del Sud Italia, il giorno delle votazioni un uomo è indeciso fino all'ultimo istante circa quale partito votare.

## Distribuzione
Il cortometraggio è stato presentato il 16 dicembre 2017 all'Asti Film Festival facendo parte della sezione ufficiale del Festival.